# Brasileños asiáticos
Los Brasileños asiáticos (en portugués Brasileiros asiáticos) son ciudadanos brasileños o personas nacidas en Asia y que residen temporalmente en Brasil, en su mayoría de ascendencia del sur de Asia, el este de Asia y el sudeste asiático. La gran mayoría de los asiáticos brasileños son inmigrantes del sur y este de Asia, aunque hay un pequeño número de inmigrantes del sudeste asiático, incluidas pequeñas comunidades asiáticas del Caribe, Mozambique y Kenia. 

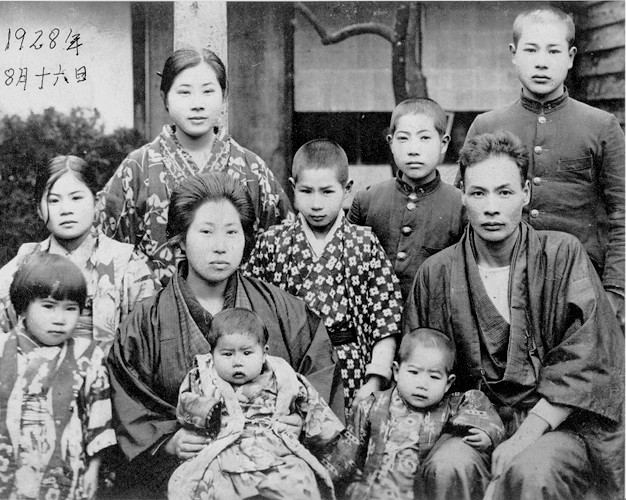
Familia de inmigrantes japoneses en Brasil.

El número de romaníes brasileños para 2011 se estimó en alrededor de 800.000, pero no se los consideró asiáticos, a pesar de sus antepasados lejanos del sur de Asia. Las personas de ascendencia asiática occidental generalmente no se consideran brasileños asiáticos, ya que los fenotipos de las poblaciones de fenotipos son similares a los de las conquistas grecorromanas y persas en Grecia e Irán. Por otro lado, en estados como Amapá, los nativos americanos y los asiáticos orientales pertenecen a la misma categoría de población.
Los descendientes de japoneses son especialmente prominentes dentro de los brasileños asiáticos, haciendo que Brasil sea el país con  mayor número de ciudadanos de ascendencia japonesa fuera de Japón.